# Phalanx (wapensysteem)
Phalanx is een Amerikaans nabijheidsverdedigingssysteem en tevens wereldwijd het meest gebruikte nabijheidsverdedigingssysteem voor marineschepen tegen vijandige vliegtuigen en antischeepsraketten.
Het systeem is begin jaren 1970 ontwikkeld door een divisie van General Dynamics die thans bij Raytheon behoort. In tegenstelling tot vele andere systemen zijn bij Phalanx alle onderdelen — stroom en water voor koeling uitgezonderd — ingebouwd in de toren waardoor deze volledig autonoom kan werken. De meeste grotere schepen van de Amerikaanse marine en vele andere zeemachten zijn met het systeem uitgerust. Midden jaren 2000 werd ook een variant voor gebruik op land tegen mortieren en raketten ontwikkeld, C-RAM genaamd.

## Systeem

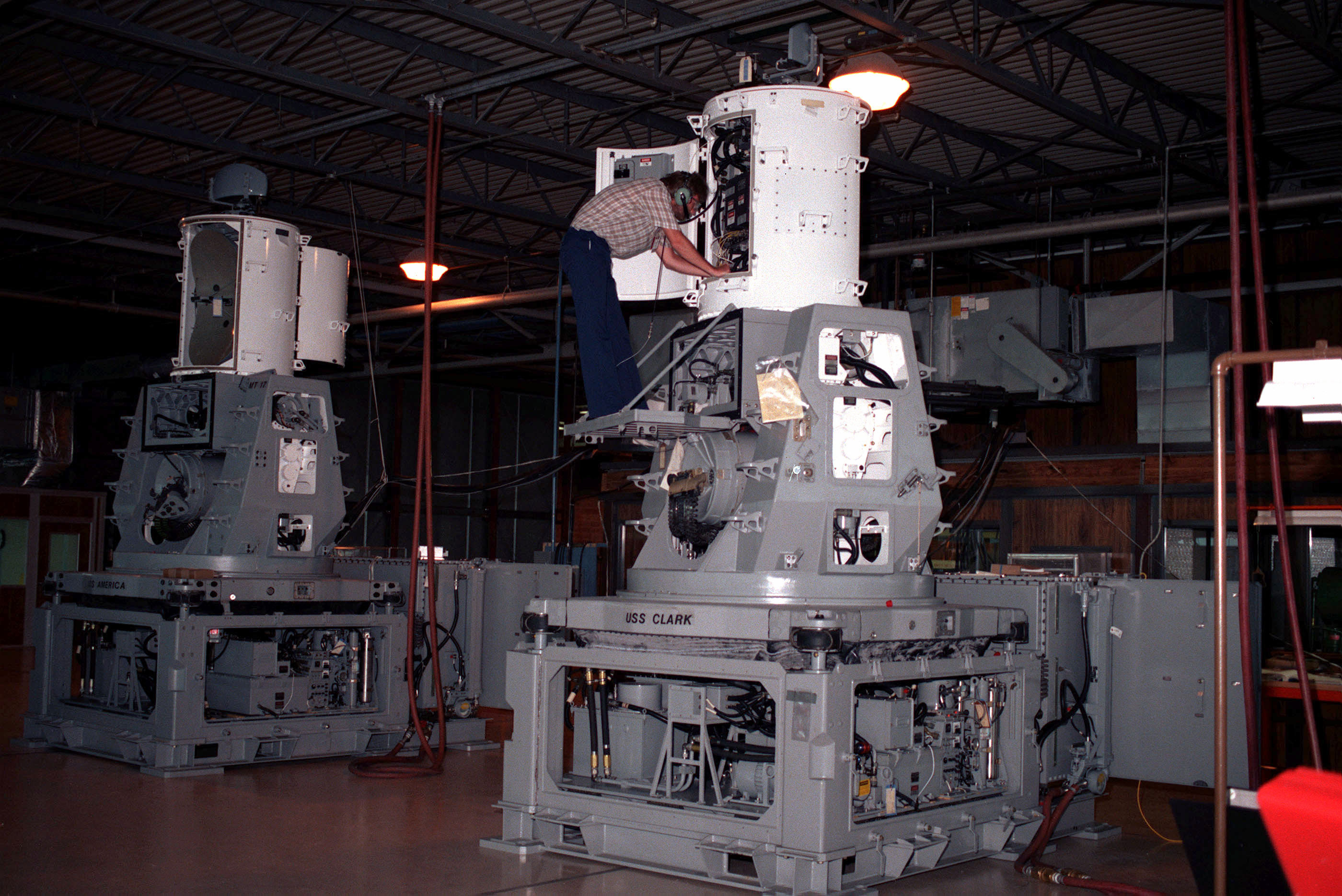
Twee Phalanx-systemen in onderhoud (foto: mei 1987)

Phalanx is bestemd als laatste verdedigingslinie tegen inkomende vliegtuigen en raketten en moet daarom autonoom en effectief werken. Het heeft daarvoor een zoekradar om doelwitten en hun positie, snelheid en richting te bepalen. Als het vuurcontrolesysteem beslist aan te vallen wordt het kanon op het doelwit gericht waarna de volgradar overneemt. Als dan wordt vastgesteld dat er een grote kans op inslag is, wordt afhankelijk van de instelling geschoten of aan een operator aanbevolen te vuren. Tijdens het vuren volgt de volgradar de granaten om te corrigeren. Phalanx herkent geen vriend- of vijandidentificatie. Het systeem zal verdedigen als een doelwit onder meer binnen bereik is, dichterbij komt, een inslag mogelijk is en duidelijk een snel bewegend ballistisch object of vliegtuig is.

## Kanon

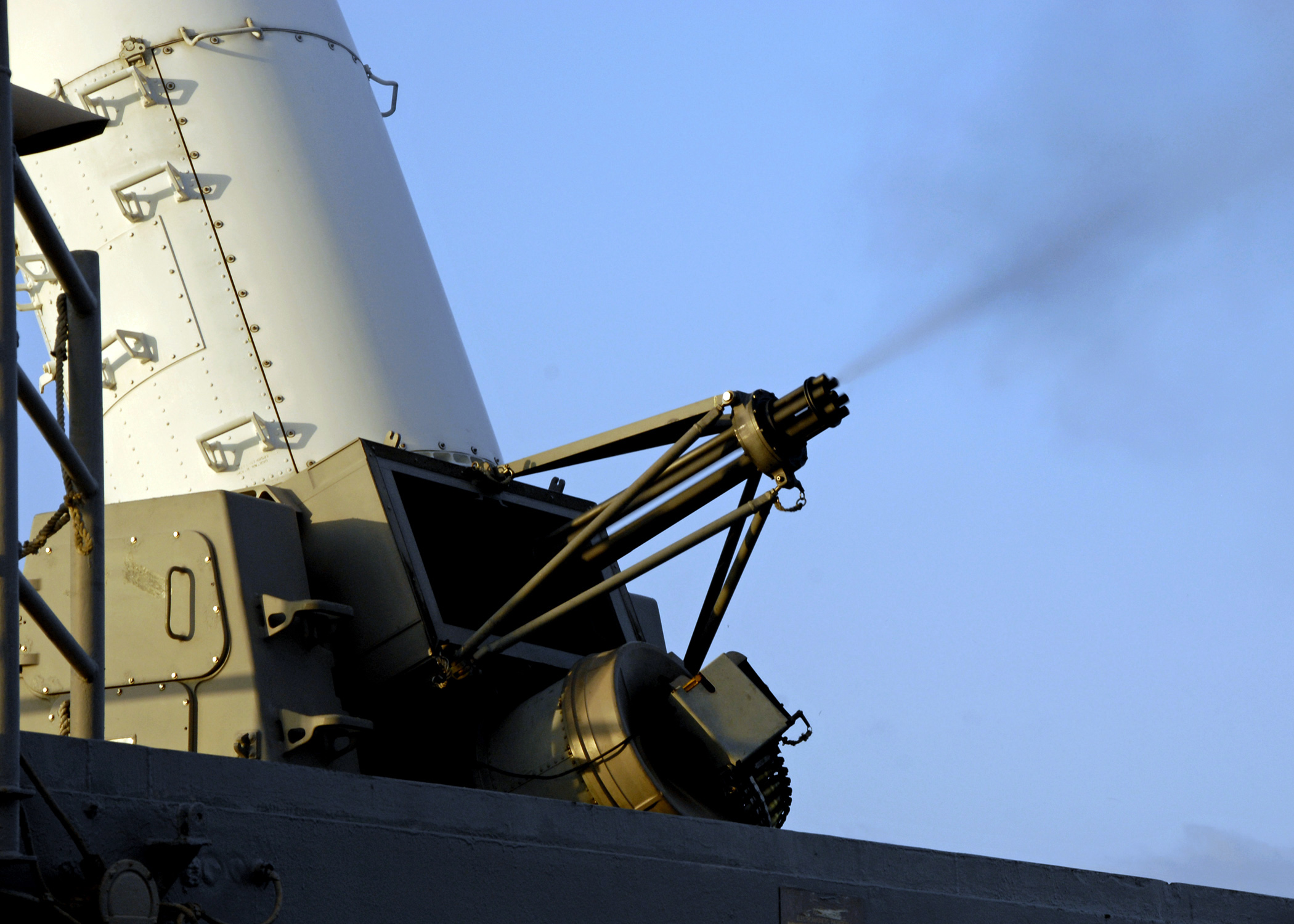
Het M61 Vulcan-kanon tijdens het vuren

Het wapen waarmee Phalanx doelwitten aanvalt is een enkel 20mm roterend zesloops-snelvuurkanon, de M61 Vulcan, waarvan het originele ontwerp uit 1946 stamt. Dit kanon kan 3000 granaten per minuut afvuren.
Vanaf block 1 kan ook een vuursnelheid van 4500 granaten per minuut ingesteld worden. In het begin had het kanon nog last van corrosie door zeewater. Dit werd toen opgelost door er speciale afdekpanelen rond te bouwen.
De kanonnen waren ontworpen voor korte vuursalvo's en hadden snel last van slijtage. Block 1B kreeg hierom een 46 cm langer kanon met dikkere lopen. Het Vulcan-kanon blijkt echter minder effectief tegen moderne raketwapens.
Geplande nieuwe schepen van de Amerikaanse marine worden omwille deze reden uitgerust met een Bofors 57mm-kanon of Sea RAM-raketten.

## Munitie

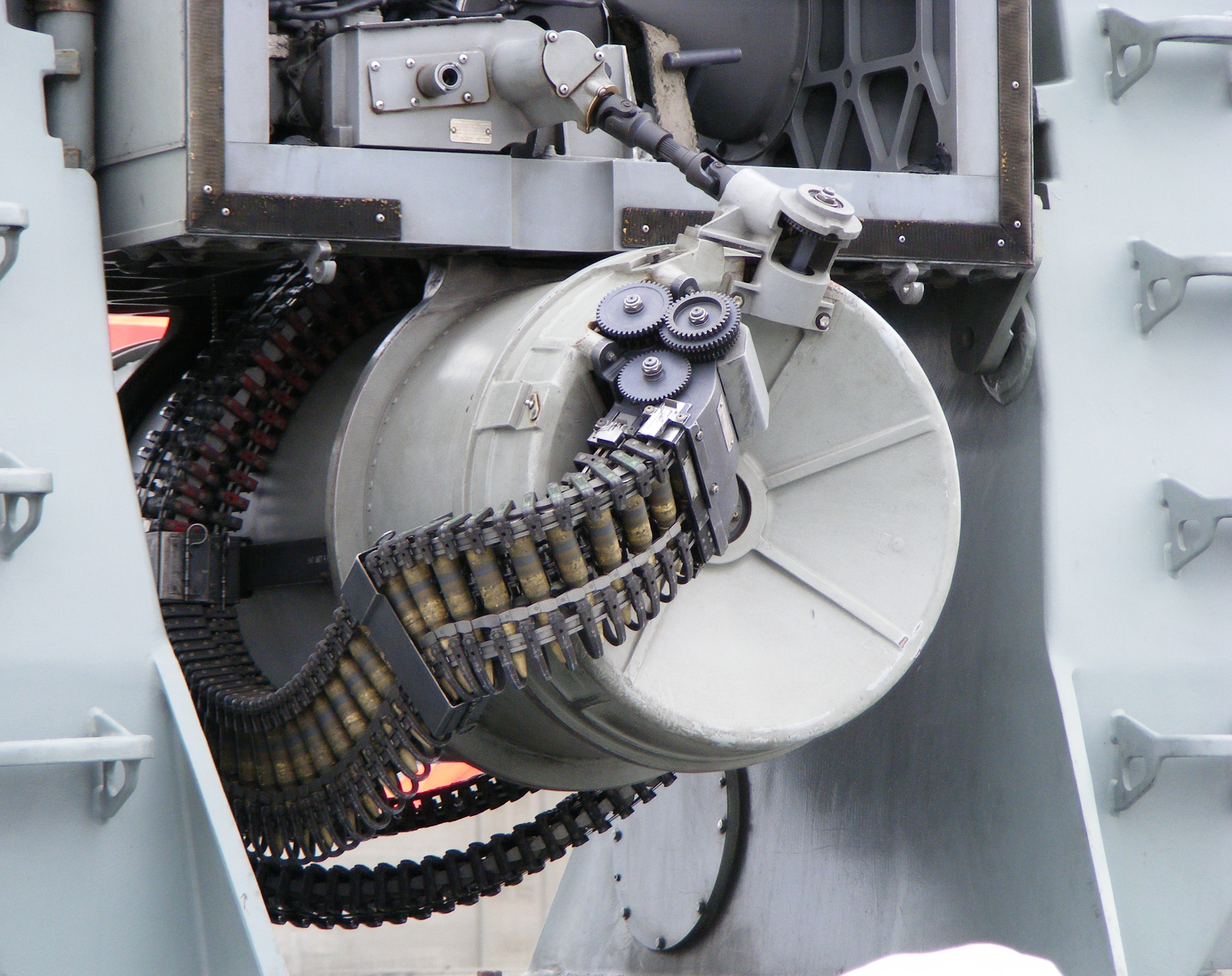
De munitievoeding

Het Phalanx-kanon verschiet 20mm pantserdoorborende granaten met losse manchet en massieve penetrator van wolfraam of verarmd uranium.
De patroon weegt 263 gram, het projectiel 100 of 150 gram. Het projectiel is 10,2 cm lang, tegenover 16,8 cm voor de hele patroon. De eerdere Phalanx had een magazijn met 989 patronen en kon door twee mannen in 10 tot 30 minuten geladen worden. Latere versies hebben 1550 patronen en kunnen in minder dan 5 minuten geladen worden door het gebruik van voorgeladen cassettes.

## Gebruikers

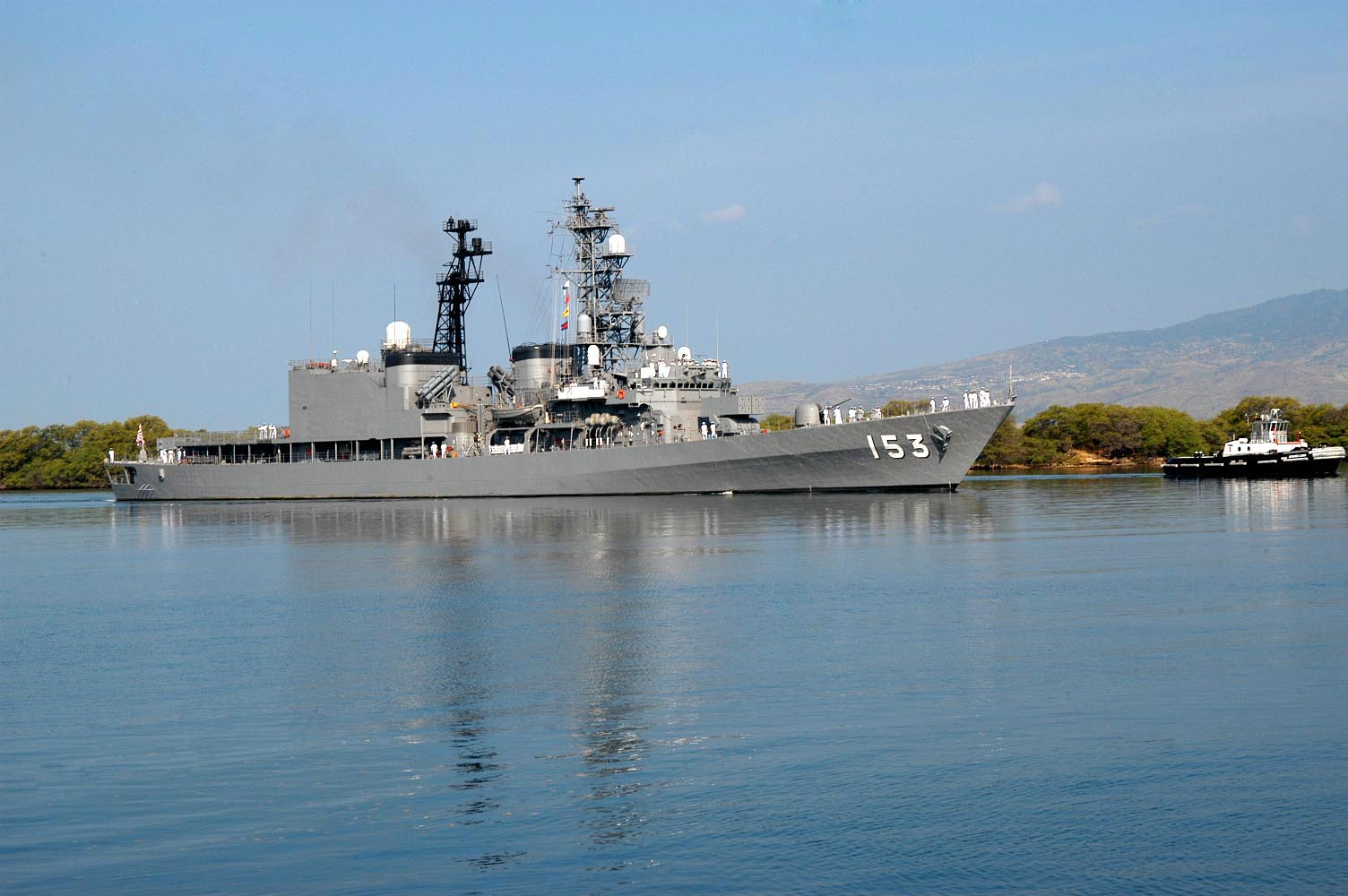
De Japanse torpedobootjager JDS Yūgiri, ook uitgerust met Phalanx

| Australië   | Israël   | Mexico        | Saoedi-Arabië       |
| Brunei      | India    | Nieuw-Zeeland | Thailand            |
| Canada      | Japan    | Pakistan      | Taiwan              |
| Egypte      | Maleisië | Polen         | Verenigd Koninkrijk |
| Griekenland | Marokko  | Portugal      | Verenigde Staten    |